# Chaulnes
Chaulnes település Franciaországban, Somme megyében. Lakosainak száma 1983 fő (2022. január 1.). Chaulnes Ablaincourt-Pressoir, Chilly, Hallu, Hypercourt, Lihons, Punchy, Puzeaux és Vermandovillers községekkel határos.

## Népesség
A település népességének változása:
| Lakosok száma | 1975 | 2006 | 2046 | 2083 | 2054 | 2026 | 1997 | 1986 | 1983 |
|               | 2013 | 2015 | 2016 | 2017 | 2018 | 2019 | 2020 | 2021 | 2022 |